# HK Lokomotiv Varna
Le  HK Lokomotiv Varna est un club de handball bulgare basé à Varna. Vainqueur en 2019 de son onzième titre de Champion de Bulgarie, le club est désormais le plus titré devant le VIF Dimitrov Sofia et CSKA Sofia avec dix championnats remportés.

## Palmarès
Compétitions nationales
- Championnat de Bulgarie (11) : 2000, 2001, 2002, 2003, 2005, 2006, 2007, 2008, 2017, 2018, 2019